# Rhodesiella regina
Rhodesiella regina är en tvåvingeart som först beskrevs av Malloch 1940.  Rhodesiella regina ingår i släktet Rhodesiella och familjen fritflugor. Inga underarter finns listade i Catalogue of Life.